# Chris McCullough
Pour les articles homonymes, voir McCullough.
Chris McCullough, né le 5 février 1995 au Bronx, New York, est un joueur américain de basket-ball. Il évolue au poste d'ailier fort.

## Carrière
En février 2017, McCullough et Bojan Bogdanović sont envoyés aux Wizards de Washington dans un échange contre Andrew Nicholson, Marcus Thornton et un premier tour de la draft 2017.

## Clubs successifs
- 2014-2015 :  Orange de Syracuse (NCAA)

## Statistiques

### Universitaires
Les statistiques de Chris McCullough en matchs universitaires sont les suivantes :
| Année     | Équipe   | Matches | Titul. | Min./m. | %tir | %3pts | %l-f | rbds/m. | pass/m. | int/m. | ctr/m. | pts/m. |
| --------- | -------- | ------- | ------ | ------- | ---- | ----- | ---- | ------- | ------- | ------ | ------ | ------ |
| 2014-2015 | Syracuse | 16      | 16     | 28,1    | 47,4 | 100,0 | 56,3 | 6,94    | 1,12    | 1,69   | 2,06   | 9,31   |
| Carrière  | Carrière | 16      | 16     | 28,1    | 47,4 | 100,0 | 56,3 | 6,94    | 1,12    | 1,69   | 2,06   | 9,31   |

## Records sur une rencontre en NBA
Les records personnels de Chris McCullough en NBA sont les suivants, :
| Type de statistique        | Saison régulière | Saison régulière          | Saison régulière |
| Type de statistique        | Record           | Adversaire                | Date             |
| -------------------------- | ---------------- | ------------------------- | ---------------- |
| Points                     | 13               | @ Clippers de Los Angeles | 14 novembre 2016 |
| Paniers marqués            | 6                | @ Clippers de Los Angeles | 14 novembre 2016 |
| Paniers tentés             | 9                | 4 fois                    | 4 fois           |
| Paniers à 3 points réussis | 2                | 2 fois                    | 2 fois           |
| Paniers à 3 points tentés  | 4                | @ Knicks de New York      | 1er avril 2016   |
| Lancers francs réussis     | 3                | @ Wizards de Washington   | 6 avril 2016     |
| Lancers francs tentés      | 5                | Wizards de Washington     | 11 avril 2016    |
| Rebonds offensifs          | 4                | Wizards de Washington     | 11 avril 2016    |
| Rebonds défensifs          | 7                | @ Knicks de New York      | 1er avril 2016   |
| Rebonds totaux             | 8                | @ Knicks de New York      | 1er avril 2016   |
| Passes décisives           | 1                | 15 fois                   | 15 fois          |
| Interceptions              | 5                | @ Wizards de Washington   | 6 avril 2016     |
| Contres                    | 2                | 4 fois                    | 4 fois           |
| Balles perdues             | 2                | 3 fois                    | 3 fois           |
| Minutes jouées             | 25               | @ Wizards de Washington   | 6 avril 2016     |

- Double-double : 0
- Triple-double : 0